# Dubowo Pierwsze
Dubowo Pierwsze est un village polonais du district administratif de Suwałki, dans le powiat de Suwałki, voïvodie de Podlachie, au Nord-Est du pays. Il est situé à environ 4 km au Sud de Suwałki et à 105 km au Nord de la capitale régionale Białystok.